# Pteroglossa glazioviana
Pteroglossa glazioviana är en orkidéart som först beskrevs av Célestin Alfred Cogniaux, och fick sitt nu gällande namn av Leslie Andrew Garay. Pteroglossa glazioviana ingår i släktet Pteroglossa och familjen orkidéer. Inga underarter finns listade i Catalogue of Life.